# Igaraçu do Tietê
Igaraçu do Tietê est une municipalité brésilienne de l'État de São Paulo et la Microrégion de Jaú.